# Heterochordeuma doriae
Heterochordeuma doriae är en mångfotingart som beskrevs av Pocock 1893. Heterochordeuma doriae ingår i släktet Heterochordeuma och familjen Heterochordeumatidae. Inga underarter finns listade i Catalogue of Life.